# Archives gaies du Québec
Pour les articles homonymes, voir AGQ.
Les Archives gaies du Québec (AGQ), fondées en 1983, sont un organisme communautaire à but non lucratif de Montréal qui a le mandat de recevoir, conserver et préserver tout document manuscrit, imprimé, visuel, sonore, et tout objet témoignant de l'histoire des gais et lesbiennes au Québec.

## Collections
Les Archives gaies du Québec se spécialisent sur la documentation relative aux LGBT au Québec, notamment sur le sida, la législation visant la discrimination envers les personnes LGBT et le mariage homosexuel. Ses collections comptent plus de 1 000 titres de périodiques, journaux, coupures de presse, 600 livres, 200 vidéocassettes, 60 films, 2 000 affiches, 40 000 photographies, une centaine de thèses, une cinquantaine d'études sur le sida, 500 dossiers onomastiques et thématiques, des fonds d'archives, des documents officiels et d'autres objets. Elles incluent l'œuvre complète d'Alan B. Stone, photographe montréalais.
Les collections sont accessibles au public dans la salle de lecture de l'organisme. Les collections comprennent, entre autres, les archives du journaliste Bernard Courte, du Berdache, de l'Association pour les droits des gais et lesbiennes du Québec (ADGLQ), des militants Douglas Buckley-Couvrette et Ken Morrison, de Viviane Namaste, professeure à l'Institut Simone de Beauvoir, de l'écrivain Marcel F. Raymond, du modèle Normand Chambert, du professeur de cinéma Thomas Waugh (en) et de Miriam Ginestier.
Les Archives gaies du Québec englobent aussi la documentation provenant de L'Androgyne, première librairie gaie à Montréal, du Front de libération homosexuel, de l'Association pour les Droits des gais au Québec, du Centre communautaire des gais et lesbiennes de Montréal, d'Arc-en-ciel d'Afrique, de même que les Fonds Les Prédateurs, La Coalition, du RAGLAM, de Naches, du Groupe homosexuel d’action politique (GHAP), de Gay Montréal Association-Association homophone de Montréal (GMA), d'Integrity et de La ville en rose. La collection Histoires de nos vies rassemble plusieurs documents historiques du XVIIIe au XXe siècle.

## Mise en valeur et diffusion
Les AGQ offre des services de référence pour les chercheurs en études gaies et lesbiennes. La plus grande partie des usagers sont des étudiants universitaires faisant des recherches sur le mouvement LGBT. L'organisme publie annuellement le bulletin L'Archigai depuis 1992. Il organise des conférences et des expositions sur la thématique LGBT au Québec ainsi que sur la vie gaie, l'érotisme gai, la littérature à thématique gaie,. Il organise ou participe à plusieurs événements, notamment la Fierté littéraire, les Journées communautaires LGBT de Fierté Montréal, des lectures publiques, des lancements de livres ou des ventes de livres.
La numérisation des collections est en projet. « La majeure partie des archives LGBTQ nord-américaines d’avant 1960 seraient en mauvais état et risqueraient d’être perdues parce qu’elles ne sont ni cataloguées ni listées ». Certaines collections sont mises en valeur et diffusées par l'entremise d'expositions web, comme Histoires de nos vies. Les AGQ ont également compilé une bibliographie sur l'homosexualité au Québec avant 1990.
Les AGQ sont l'une des principales sources documentaires sur les LGBT du Québec avec le centre de documentation du Centre communautaire des gais et lesbiennes de Montréal et Bibliothèque à livres ouverts.

## Historique
À partir du milieu des années 1970, Ross Higgins et Jacques Prince œuvrent au collectif de la librairie L’Androgyne. Ross Higgins commence à rassembler des documents relatifs à l’histoire des gais et des lesbiennes au Québec. Constatant que les ressources bibliothécaires et archivistiques disponibles en la matière sont rares à l'époque, ils fondent les Archives gaies du Québec en 1983. Le centre est l'un des premiers à voir le jour en Amérique du Nord. La documentation est préservée et dispersée dans les appartements des fondateurs et des membres. En 1993, les archives sont conservées dans un local sur le boulevard Saint-Laurent, immeuble qui abrite également les équipes des festivals Image et Nation et Divers/Cité. En 2007, l'espace occupé double. En 2013, les Archives gaies du Québec déménagent leurs collections et leurs services sur la rue Atateken dans le Village gai. Les AGQ demeurent les principaux dépositaires de la mémoire collective LGBT au Québec, l'organisme opérant toujours grâce à la dévotion et à la passion de ses bénévoles, à l'instar du même phénomène dans l'ensemble du monde occidental. Les Archives gaies du Québec comptent parmi les organismes LGBT québécois les plus anciens encore existants.